# الرعاية الصحية في كوستاريكا
توفر كوستاريكا نظام رعاية صحية شامل للمواطنين والمقيمين الدائمين.  كما تقدم أفضل نظام للرعاية الصحية في أمريكا الوسطى. يتم تدعيم وتحديث نظم الرعاية الصحية لكل من القطاعين الخاص والعام بصفة مستمرة. مستشفيات وعيادات حديثة وآلات متطورة، كل هذا متاح للموظفين والمتدربين. بينت احصاءات من منظمة الصحة العالمية أنه نظام الصحة في كوستاريكا يقع في قائمة الدول الأوائل ذات معدلات مرتفعة في احتمالية انقاذ الأرواح. إضافة إلى ذلك قامت الأمم المتحدة بإدراج نظام الصحة العامة في كوستاريكا ضمن أفضل 20 نظام صحي بالعالم ورقم 1 في أمريكا اللاتينية.

## التكاليف
تميل التكاليف إلى أن تكون أقل بكثير من تكاليف الطبيب الخاص أو المستشفى وأقل من التكاليف الطبية في الولايات المتحدة

## العامة

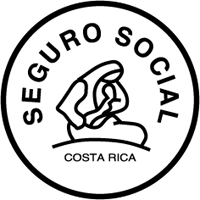
شعار إدارة الضمان الاجتماعي بكوستاريكا

في كوستاريكا إدارة الضمان الاجتماعي (بالإسبانية: Caja Costarricense de Seguro Social) و هي الجهة المسؤولة عن معظم القطاعات الصحية العامة بالدولة. لها دور أساسي في الصحة العامة (كمسؤول عن القطاعات الصحية) وهو دور أساسي في كوستاريكا، حيث تلعب دوراً هاما في السياسة الصحية الوطنية.
وتتوفر خدماتها لجميع المواطنين والمقيمين في الدولة.  و كجهة حكومية تتنوع الوظائف بها من إدارية وتنفيذية. لديها التزامات (مؤسسة عامة) لوضع وتنفيذ برامج الصحة الوقائية (مثل: التطعيم، إعلامية، التبخير، إلخ.) والعلاجية (مثل: الجراحة، العلاج الإشعاعي، الصيدلة، السريرية، الخ.) في الطبيعة.
إدارة الضمان الاجتماعي بكوستريكا مسؤولة عن نظام المعاشات التقاعدية العامة.

## الخصخصة
تعتبركوستاريكا وجهة للسياحة الطبية، ويرجع ذلك إلى ما تتمتع به المناظر الطبيعية الجميلة والتكاليف المنخفضة والسمعة الجيدة عن الطب. خطط التأمين الخاص متاحة من خلال شركات التأمين الخاصة التي تملكها الحكومة (INS). تتضمن هذه الخطط علاج الأسنان، البصريات، الفحص الروتيني والفحص السنوي. يتم تغطية 80% من تكاليف الأدوية الموصوفة، بعض الفحوصات الطبية وزيارة المرضي الذين بالمستشفى. تكاليف الطبيب الجراح وطبيب التجميل يتم تغطيتها بالكامل. حاليا، يكلف التأمين الصحي الخاص  حوالي 60 دولار–250 دولار في الشهر للشخص الواحد حسب نوع الجنس والعمر وعوامل أخرى. يوجد بكوستاريكا ثلاثة مستشفيات خاصة معتمدة. أكبر أربعة مستشفيات خاصة في كوستاريكا هي CIMA في ضواحي سان خوسيه، Clínica Biblica  في مركز مدينة سان خوسيه،Catholica Clínica  و Hospital Clinica UNIBE في ضواحي سان خوسيه.

## الصيدلة
العديد من الأدوية (مثل حبوب منع الحمل، أدوية علاج الكوليسترول في الدم الدواء، دواء الصداع النصفي، إلخ.) تتوفر في كوستاريكا دون وصفة طبية.  بعض الأمراض الشائعة يمكن تشخيصها وعلاجها بواسطة الصيدلي. وأيضا، معظم الصيدليات الكبرى تتضمن طبيبا ضمن فريق العاملين بها. معظم الكوستاريكايون يتوجهون إلى الصيدلية أولا لاستشارة الصيدلي أو الطبيب. إذا  لم يتمكن من تشخيص حالتك أو اعتقد أنك بحاجة إلى العرض على طبيب، سيتم إرسالهك إلى المستشفى.

## الإجهاض
يقتصر الإجهاض في كوستاريكا على الحالات التي بها خطر يهدد حياة أو صحة الأم. الإجهاض ممنوع قانونيا في حالات الاغتصاب أو سفاح المحارم، أو لأسباب اجتماعية أو اقتصادية، أو إذا كان الجنين يعاني من مشاكل صحية أو عيوب خلقية.

## التدخين
يمنع القانون التدخين في جميع المركبات العامة، المباني العامة والمناطق الترفيهية مثل الحدائق والملاعب وغيرها.